# Liancalus sinensis
Liancalus sinensis är en tvåvingeart som beskrevs av Yang 1998. Liancalus sinensis ingår i släktet Liancalus och familjen styltflugor. Inga underarter finns listade i Catalogue of Life.